# 多伦德陨石坑
多伦德陨石坑（Dollond）是位于月球正面中央区的一座小撞击坑，其名称取自英国镜片师约翰·多伦德，1935年獲国际天文学联合会批准接受。

## 描述

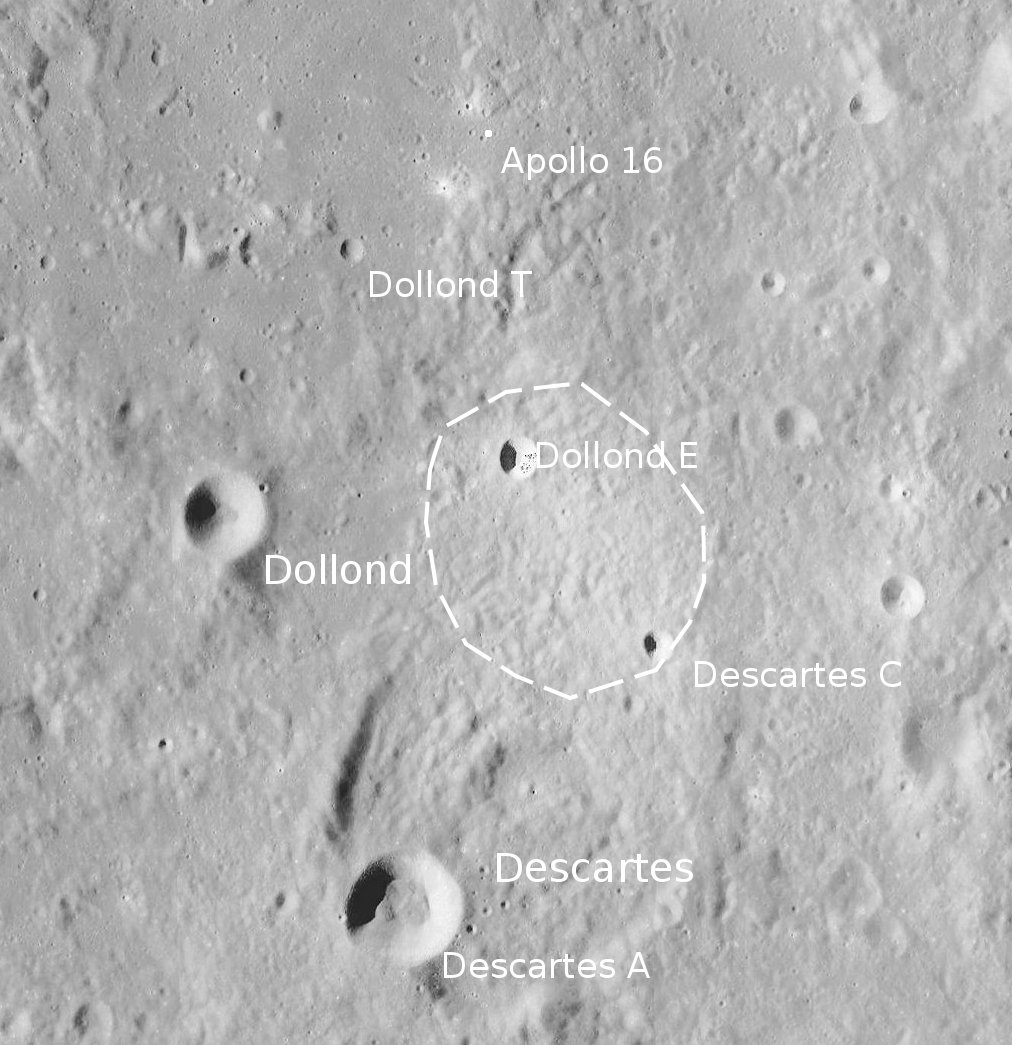
多伦德陨石坑周边图，月球勘测轨道飞行器拍摄。

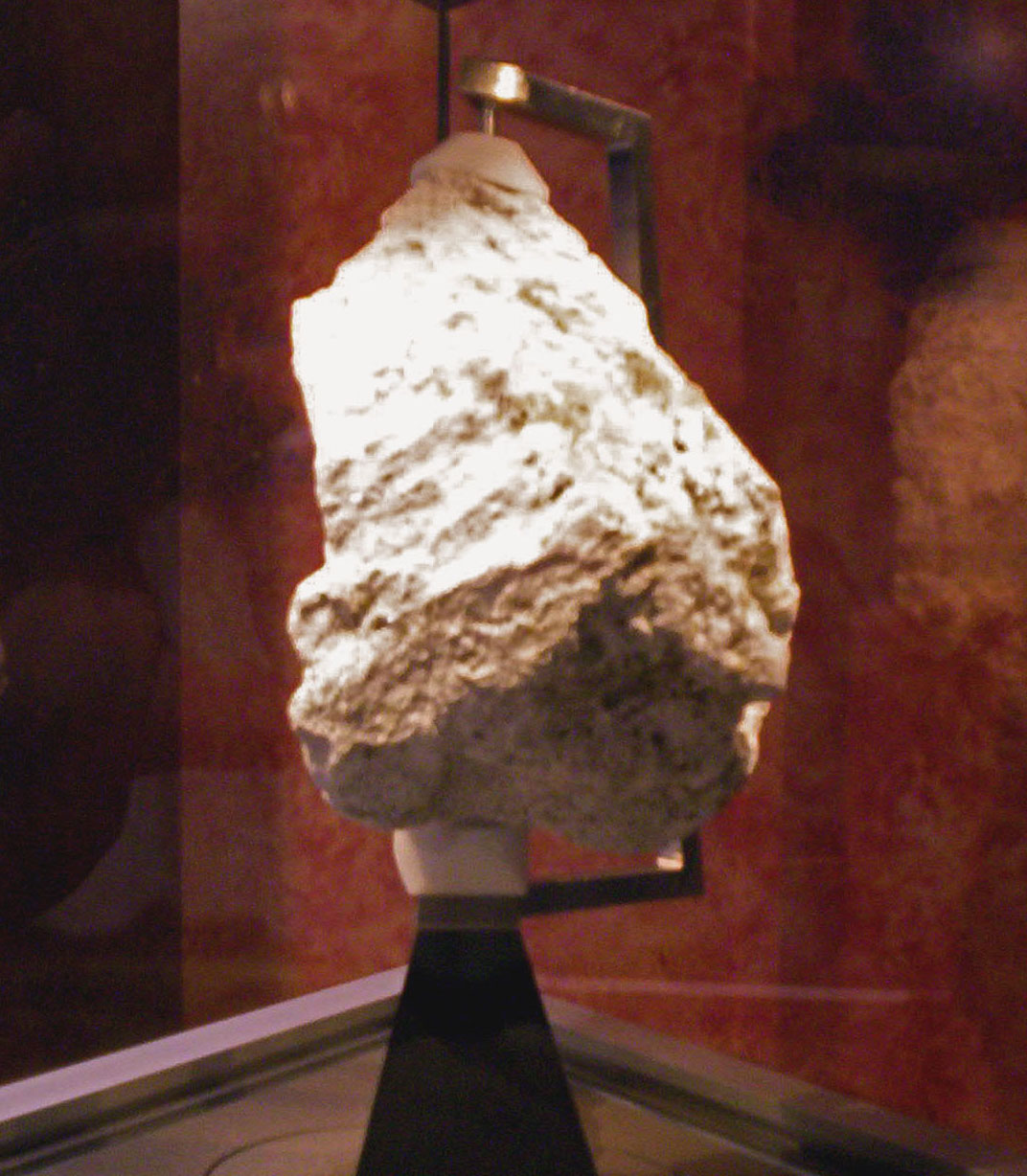
阿波罗16号宇航员带回地球的N60025 号月岩样本，展出在华盛顿特区的美国国立自然历史博物馆。

该陨坑西侧毗邻安德尔陨石坑、西北偏北靠近林赛陨石坑、策尔纳陨石坑位于它的东北、东侧则是康德陨石坑、而它的东南和南面分别坐落着笛卡尔环形山和阿布·菲达环形山。多伦德陨石坑的东面濒临酒海和狂暴湾。该陨坑中心月面坐标为10°29′S 14°25′E / 10.48°S 14.41°E，直径11公里，深度约2.04公里。
多伦德陨石坑是一座圆锥形的撞击坑，几乎未受到侵蚀和磨损，内侧坡底中心是一个平坦的小坑底。坑壁平均高出周边地形410米，内部容积约50公里³。陨坑的形态特征隶属于BIO 型（以该类陨坑的典型代表-毕奥陨坑所命名）。
多伦德陨石坑的东侧区域其反照率较周边地形明显更高，克莱门汀号探测器使用所携带的设备研究显示，这一地区是月球正面磁异常最明显的区域。根据现代理论，这种磁异常与太阳风粒子相斥，可阻止该区域的岩石受空间风化而变暗。
该陨坑周边区域地层被认为是由火山喷发的、较月海熔岩更粘稠的熔岩流所构成。然而，从对阿波罗16号收集的月岩样品分析证明，构成该区域的岩石来自于强力撞击所排放的溅射物，最有可能是形成酒海的撞击事件。这种岩石为角砾岩，其组成成分类似于辉长斜长岩或辉长岩。

## 飞船着陆点
1972年4月27日最后一次阿波罗登月探索-阿波罗16号猎户座登月舱成功降落在笛卡尔环形山东北约50公里处，其月面坐标为：南纬8.97301°、东经15.49812°。该着陆区有时称为「笛卡尔高地」。

## 卫星陨石坑
按惯例，最靠近多伦德陨石坑的卫星坑将在月图上以字母标注在它的中心点旁边
| 多伦德 | 纬度    | 经度    | 直径    |
| ------ | ------- | ------- | ------- |
| B      | 7.7° S  | 13.8° E | 37 公里 |
| D      | 8.2° S  | 12.5° E | 9 公里  |
| E      | 10.2° S | 15.7° E | 6 公里  |
| L      | 8.7° S  | 12.5° E | 5 公里  |
| M      | 10.1° S | 16.9° E | 6 公里  |
| T      | 9.4° S  | 15.0° E | 3 公里  |
| U      | 7.3° S  | 16.0° E | 3 公里  |
| V      | 7.9° S  | 15.5° E | 6 公里  |
| W      | 6.7° S  | 14.6° E | 11 公里 |
| Y      | 8.4° S  | 13.2° E | 14 公里 |

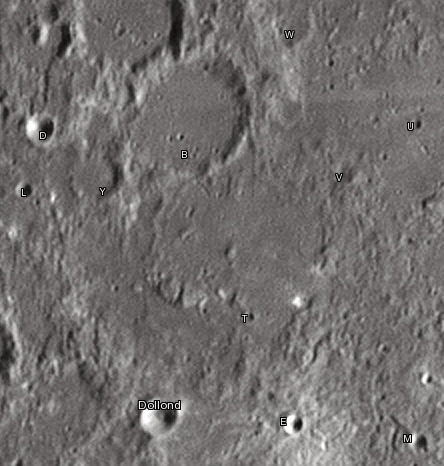
戴维·坎贝尔图片

- 卫星坑「多伦德 C」已由国际天文学联合会更名为林赛陨石坑；
- 卫星坑「多伦德 M」和「多伦德 E」已由月球和行星观测协会（ALPO）列入《带有明亮射纹系统的撞击坑列表》[5]。

## 另请参阅
- Andersson, L. E.; Whitaker, E. A. . NASA RP-1097. 1982.
- Blue, Jennifer. . USGS. July 25, 2007  [2007-08-05]. （原始内容存档于2018-12-25）.
- Bussey, B.; Spudis, P. . New York: Cambridge University Press. 2004. ISBN 978-0-521-81528-4.
- Cocks, Elijah E.; Cocks, Josiah C. . Tudor Publishers. 1995. ISBN 978-0-936389-27-1.
- McDowell, Jonathan. . Jonathan's Space Report. July 15, 2007  [2007-10-24]. （原始内容存档于2018-12-25）.
- Menzel, D. H.; Minnaert, M.; Levin, B.; Dollfus, A.; Bell, B. . Space Science Reviews. 1971, 12 (2): 136–186. Bibcode:1971SSRv...12..136M. doi:10.1007/BF00171763.
- Moore, Patrick. . Sterling Publishing Co. 2001. ISBN 978-0-304-35469-6.
- Price, Fred W. . Cambridge University Press. 1988. ISBN 978-0-521-33500-3.
- Rükl, Antonín. . Kalmbach Books. 1990. ISBN 978-0-913135-17-4.
- Webb, Rev. T. W.  6th revised. Dover. 1962. ISBN 978-0-486-20917-3.
- Whitaker, Ewen A. . Cambridge University Press. 1999. ISBN 978-0-521-62248-6.
- Wlasuk, Peter T. . Springer. 2000. ISBN 978-1-85233-193-1.